# COX6A2
COX6A2 (англ. Cytochrome c oxidase subunit 6A2) – білок, який кодується однойменним геном, розташованим у людей на короткому плечі 16-ї хромосоми. Довжина поліпептидного ланцюга білка становить 97 амінокислот, а молекулярна маса — 10 815.
| 10         |  | 20         |  | 30         |  | 40         |  | 50         |
| ---------- |  | ---------- |  | ---------- |  | ---------- |  | ---------- |
| MALPLRPLTR |  | GLASAAKGGH |  | GGAGARTWRL |  | LTFVLALPSV |  | ALCTFNSYLH |
| SGHRPRPEFR |  | PYQHLRIRTK |  | PYPWGDGNHT |  | LFHNSHVNPL |  | PTGYEHP    |

A: Аланін

C: Цистеїн

D: Аспарагінова кислота

E: Глутамінова кислота

F: Фенілаланін

G: Гліцин

H: Гістидин

I: Ізолейцин

K: Лізин

L: Лейцин

M: Метіонін

N: Аспарагін

P: Пролін

Q: Глутамін

R: Аргінін

S: Серин

T: Треонін

V: Валін

W: Триптофан

Локалізований у мембрані, мітохондрії, внутрішній мембрані мітохондрії.